# ジョン・グレン (1850年代のアトランタ市長)
ジョン・グレン（John Glen, 1809年 - 1895年）は、アメリカ合衆国の政治家。

## 生涯
ジョン・グレンは1809年にサウスカロライナ州ローレンスで誕生した。グレンはスコットランド系アイルランド人の家系であった。グレンは1829年にジョージア州デカルブ郡に移住し、同郡の上級裁判所で書記官として働いた。グレンは1850年にアトランタへ移り、ジョージア鉄道で働いた。
グレンは1855年、アトランタ市長アリソン・ネルソンの電撃辞任を受けて、市長代行に就任した。グレンはこの他にも、いくつかの名誉的な役割を任された。
南北戦争後、グレンはアトランタ東部のカークウッドに移り、義理の両親の地所で過ごした。グレンは1830年代にイライザ・シューメイト (Eliza Shumate) と結婚し、4男6女をもうけた。